# Vabres-l'Abbaye
Vabres-l'Abbaye é uma comuna francesa na região administrativa de Occitânia, no departamento de Aveyron. Estende-se por uma área de 41,36 km². Em 2010 a comuna tinha 1 235 habitantes (densidade: 29,9 hab./km²).